# Alpen Cup kobiet w kombinacji norweskiej 2021/2022
Alpen Cup kobiet w kombinacji norweskiej 2021/2022 to kolejna edycja tego cyklu zawodów. Rywalizacja rozpoczęła się 10 sierpnia 2021 r. w niemieckim Klingenthal, a zakończyła się 13 marca 2022 r. w niemieckim Rastbüchl.
Tytułu z poprzedniej edycji broniła Austriaczka Sigrun Kleinrath. W tym sezonie natomiast najlepsza okazała się Słowenka Silva Verbič.

## Kalendarz i wyniki
| Lp. | Data             | Miejscowość    | Dystans                | 1. miejsce                                                   | 2. miejsce                                          | 3. miejsce                                                   |
| --- | ---------------- | -------------- | ---------------------- | ------------------------------------------------------------ | --------------------------------------------------- | ------------------------------------------------------------ |
| 1.  | 10 sierpnia 2021 | Klingenthal    | Gundersen HS85/3 km    | Trine Göpfert                                                | Lena Prinoth                                        | Ronja Loh                                                    |
| 2.  | 14 sierpnia 2021 | Bischofsgrün   | Gundersen HS71/4 km    | Trine Göpfert                                                | Greta Pinzani                                       | Lena Prinoth                                                 |
| 3.  | 11 września 2021 | Oberwiesenthal | Gundersen HS106/5 km   | Silva Verbič                                                 | Magdalena Burger                                    | Nathalie Armbruster                                          |
| 4.  | 12 września 2021 | Oberwiesenthal | Gundersen HS106/2,5 km | Silva Verbič                                                 | Trine Göpfert                                       | Magdalena Burger                                             |
| 5.  | 25 września 2021 | Tschagguns     | Gundersen HS108/5 km   | Jenny Nowak                                                  | Silva Verbič                                        | Nathalie Armbruster                                          |
| 6.  | 26 września 2021 | Tschagguns     | Gundersen HS108/2,5 km | Jenny Nowak                                                  | Silva Verbič                                        | Marie Nähring                                                |
| 7.  | 18 grudnia 2021  | Seefeld        | Gundersen HS109/2,5 km | Silva Verbič                                                 | Jenny Nowak                                         | Maria Gerboth                                                |
| 8.  | 19 grudnia 2021  | Seefeld        | Gundersen HS109/5 km   | Jenny Nowak                                                  | Maria Gerboth                                       | Nathalie Armbruster                                          |
| 9.  | 15 stycznia 2022 | Schonach       | Gundersen HS106/5 km   | Annika Sieff                                                 | Jenny Nowak                                         | Silva Verbič                                                 |
| 10. | 16 stycznia 2022 | Schonach       | Gundersen HS106/2,5 km | Annika Sieff                                                 | Magdalena Burger                                    | Jenny Nowak                                                  |
| 11. | 5 lutego 2022    | Predazzo       | Gundersen HS106/4 km   | Nathalie Armbruster                                          | Ronja Loh                                           | Elisabeth Strümpfel                                          |
| 12. | 6 lutego 2022    | Predazzo       | HS106/3x2 km           | Niemcy Ronja Loh · Elisabeth Strümpfel · Nathalie Armbruster | Austria Clara Mentil · Elisa Deubler · Anja Rathgeb | Niemcy/ Włochy Hannah Rommel · Greta Pinzani · Giada Delugan |
| 13. | 12 lutego 2022   | Kranj          | Gundersen HS109/5 km   | Nathalie Armbruster                                          | Silva Verbič                                        | Tereza Koldovska                                             |
| 14. | 13 lutego 2022   | Kranj          | Gundersen HS109/2,5 km | Nathalie Armbruster                                          | Silva Verbič                                        | Ronja Loh                                                    |
| 15. | 12 marca 2022    | Rastbüchl      | Gundersen HS78/5 km    | Ronja Loh                                                    | Marie Nähring                                       | Anne Häckel                                                  |
| 16. | 13 marca 2022    | Rastbüchl      | Gundersen HS78/2,5 km  | Ronja Loh                                                    | Anne Häckel                                         | Greta Pinzani                                                |

## Klasyfikacja generalna
| M.  | Zawodnik            | Punkty |
| --- | ------------------- | ------ |
| 1.  | Silva Verbič        | 780    |
| 2.  | Ronja Loh           | 618    |
| 3.  | Nathalie Armbruster | 560    |
| 4.  | Jenny Nowak         | 520    |
| 5.  | Magdalena Burger    | 451    |
| 6.  | Tereza Koldovská    | 407    |
| 7.  | Greta Pinzani       | 398    |
| 8.  | Trine Göpfert       | 385    |
| 9.  | Anne Häckel         | 303    |
| 10. | Maria Gerboth       | 289    |

| Lp. | Drużyna         | Punkty |
| --- | --------------- | ------ |
| 1.  | Niemcy          | 6715   |
| 2.  | Austria         | 3813   |
| 3.  | Włochy          | 1981   |
| 4.  | Słowenia        | 1456   |
| 5.  | Czechy          | 1352   |
| 6.  | Francja         | 657    |
| 7.  | Wielka Brytania | 118    |
| 8.  | Polska          | 7      |
| 9.  | Szwajcaria      | 5      |